# Else Roesdahl
Else Roesdahl (ur. 12 lutego 1942 w Sønderborg) – duńska historyczka – mediewistka i archeolożka. Badaczka dziejów wikingów.

## Życiorys
Jest córką lekarzy: Helene Refslund–Thomsen i Haralda Roesdahla. Po ukończeniu Sønderborg Statsskole w 1960 roku, studiowała historię i archeologię na Uniwersytecie Kopenhaskim, który ukończyła w 1969 roku. W 1970 roku rozpoczęła pracę na Uniwersytecie w Aarhus, od 1981 roku wykładała tam na nowo utworzonym Wydziale Archeologii Średniowiecznej. W 1996 roku została profesorką uniwersytecką. Badaczka na wielu stanowiskach archeologicznych, m.in. we Frykat (wspólnie z Olafem Olsenem). W latach 1989–1992 była koordynatorką naukową wystawy Rady Europy i Nordyckiej Rady Ministrów „Od wikingów do krzyżowców. Skandynawia i Europa 800 — 1200” odbywającej się w Paryżu, Berlinie i Kopenhadze. Poza Danią, Roesdahl znana jest przede wszystkim jako autorka „Historii wikingów” (wyd. polskie 1996, przekł. Franciszka Jaszuńskiego).

## Nagrody
- 1988, nagroda literacka Søren Gyldendal Prize;
- 1992, Order Danebroga;
- 1995, doktorat honoris causa Trinity College w Dublinie.